# Piasco
Piasco (Ël Piasch in piemontese, Lou Piasc in occitano) è un comune italiano di 2 759 abitanti della provincia di Cuneo in Piemonte, che sorge nella bassa Valle Varaita.

## Storia

### Simboli
Lo stemma comunale è stato riconosciuto con decreto del capo del governo del 16 luglio 1936.

## Monumenti e luoghi di interesse

### Museo dell'Arpa Victor Salvi
Primo ed unico museo di arpe al mondo, con una collezione di oltre 100 esemplari che illustrano la storia e l'evoluzione dello strumento negli ultimi tre secoli. Emblematici gli stili decorativi dei diversi periodi che illustrano i cambiamenti del gusto dallo stile floreale della metà del Settecento al neoclassicismo di epoca napoleonica, dal gotico romantico all'artdeco.
Nel museo è esposta anche un'arpa costruita da Rodolfo, padre di Victor Salvi, recuperata in Africa dal figlio.
Nel museo è possibile vedere un filmato sul processo di costruzione delle arpe.

### Edifici storici

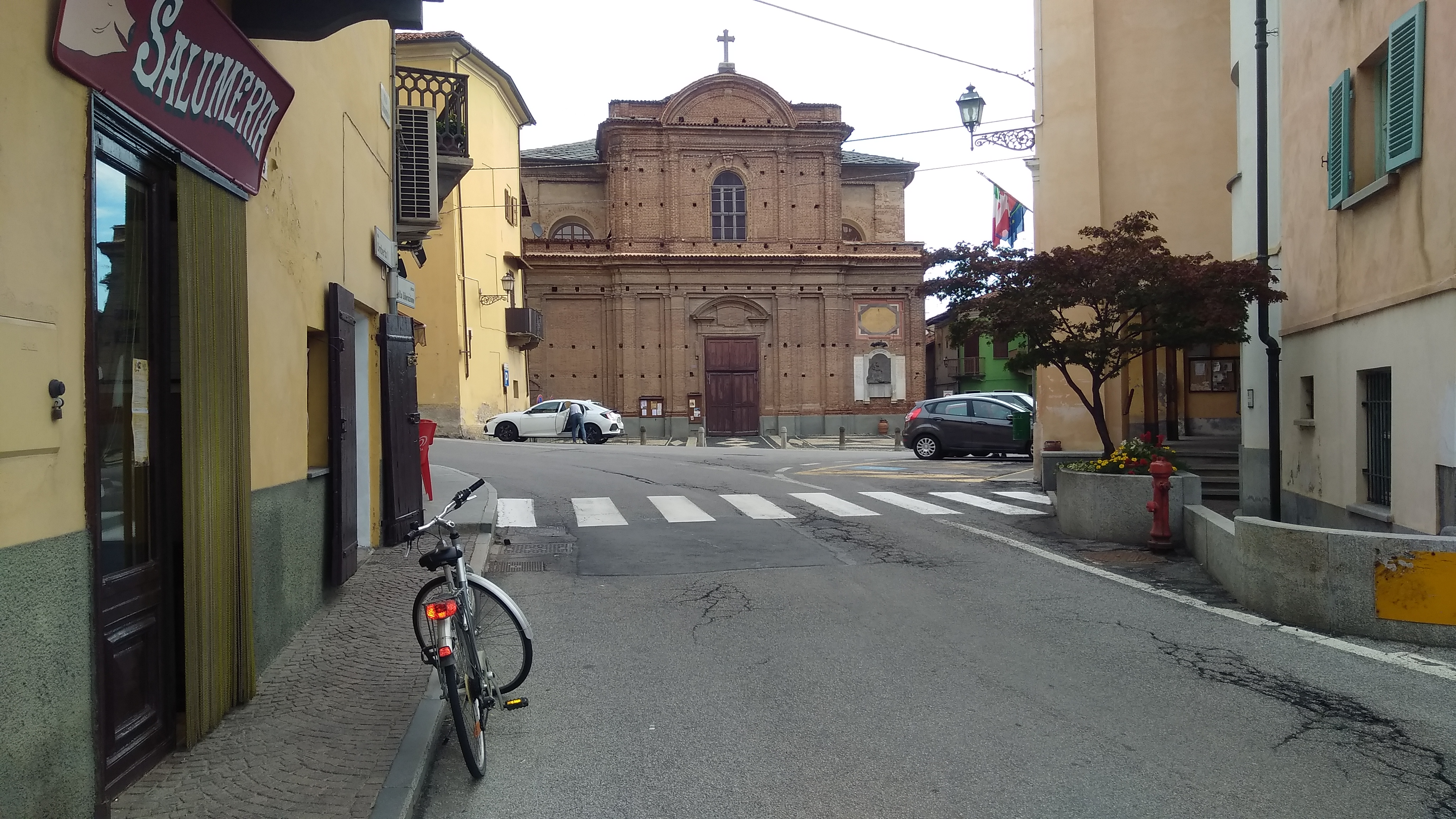
La chiesa parrocchiale.

Tra gli edifici d'importanza storica presenti nel comune possiamo ricordare il castello dei Porporato, la chiesa di Sant'Anna con affreschi del XVI secolo, il campanile del XV secolo, la cappella di Santa Brigida con abside romanica, la cappella di San Rocco con affreschi del 1534, la chiesa di San Giovanni del XVI secolo con affreschi e il vicino pilone con affreschi del XV secolo.

## Società

### Evoluzione demografica
Abitanti censiti

### Etnie e minoranze straniere
Secondo i dati Istat al 31 dicembre 2017, i cittadini stranieri residenti a Piasco sono 432, così suddivisi per nazionalità, elencando per le presenze più significative:
1. Albania, 69
2. Romania, 32
3. Burkina Faso, 22

### Tradizioni e folclore

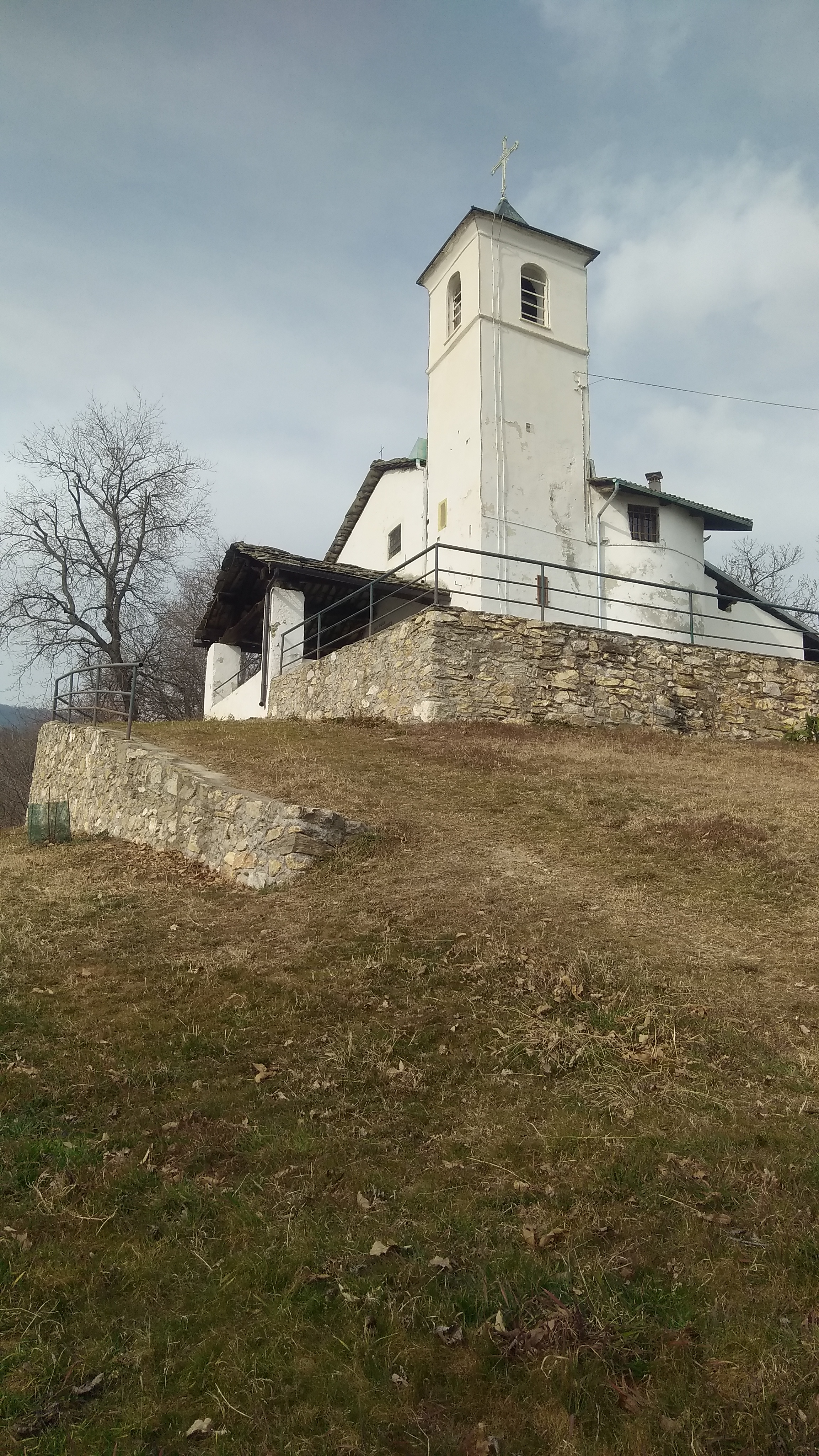
Santa Brigida.

Il patrono del paese è san Rocco, festeggiato alla fine di agosto. Di grande importanza per il paese è anche il culto di santa Brigida, testimoniata dalla cappella sulla collina.
Si festeggia anche l'ultima domenica di maggio la memoria di san Filippo Neri, in quanto patrono dei giovani. Una sua statua viene portata in processione per le vie del paese, in due giorni di festa organizzati esclusivamente dai giovani.

## Economia

### Artigianato
Molto rinomata è la produzione di strumenti musicali, come le arpe, oltre alla lavorazione del legno finalizzata a prodotti in stili anche antichi.

## Infrastrutture e trasporti
Tra il 1887 e il 1948 il comune fu servito dalla tranvia Costigliole-Venasca.

## Amministrazione

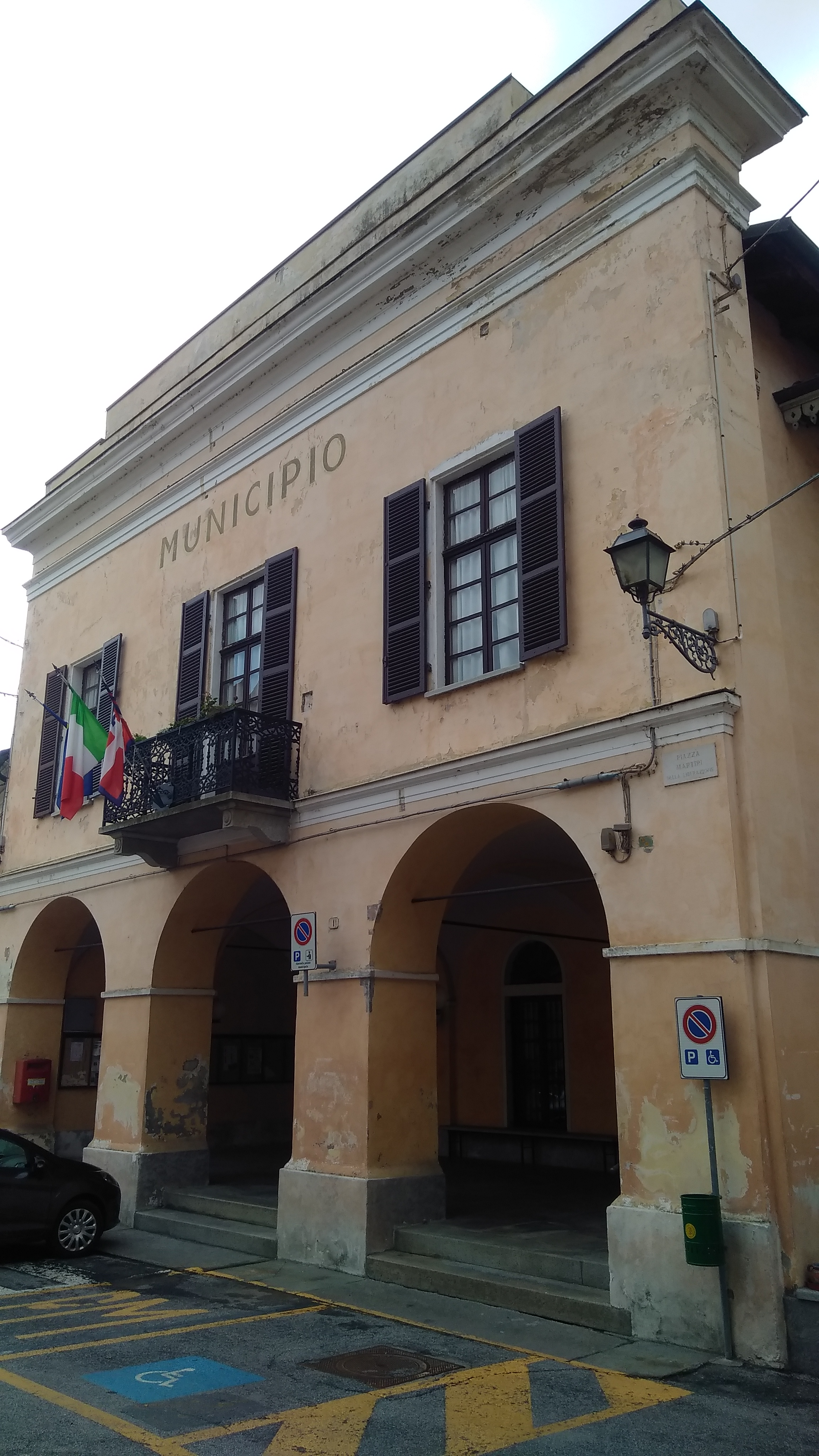
Il municipio

Di seguito è presentata una tabella relativa alle amministrazioni che si sono succedute in questo comune.
| Periodo        | Periodo        | Primo cittadino         | Partito                                     | Carica  | Note  |
| -------------- | -------------- | ----------------------- | ------------------------------------------- | ------- | ----- |
| 24 giugno 1985 | 19 maggio 1990 | Domenico Cuniglio       | Democrazia Cristiana                        | Sindaco | [ 9 ] |
| 19 maggio 1990 | 24 aprile 1995 | Sebastiano Brugiafreddo | Democrazia Cristiana                        | Sindaco | [ 9 ] |
| 24 aprile 1995 | 14 giugno 1999 | Sebastiano Brugiafreddo | lista civica                                | Sindaco | [ 9 ] |
| 14 giugno 1999 | 26 aprile 2004 | Sebastiano Brugiafreddo | lista civica                                | Sindaco | [ 9 ] |
| 14 giugno 2004 | 8 giugno 2009  | Mauro Bergiotti         | lista civica                                | Sindaco | [ 9 ] |
| 8 giugno 2009  | 26 maggio 2014 | Roberto Ponte           | lista civica                                | Sindaco | [ 9 ] |
| 26 maggio 2014 | in carica      | Roberto Ponte           | lista civica: insieme per il bene di Piasco | Sindaco | [ 9 ] |

### Altre informazioni amministrative
Piasco faceva parte della Comunità montana Valli Po, Bronda, Infernotto e Varaita.